# Espe Kirke
 Der er for få eller ingen kildehenvisninger i denne artikel, hvilket er et problem. Du kan hjælpe ved at angive troværdige kilder til de påstande, som fremføres i artiklen.

Espe Kirke ligger i landsbyen Espe ca. 16 km NØ for Faaborg (Region Syddanmark).
Espe kirke er temmelig stor og består som de fleste kirker af skib og kor, tårn mod vest og våbenhus mod syd. Langhuset (kor og skib) stammer fra den romanske tid og er bygget af rå kampesten med tilhuggede hjørner. I middelalderen er tårnet bygget til af rå kampesten og store munkesten med overhvælvet underrum i spidsbuestil. Omkring midten af det 17.årh. nedbrød man det oprindelige skib og kor og rejste dem igen af de gamle materialer og forsynede kirken med hvælvinger (Jfr. Fyens Stiftstidende i 1916). Våbenhuset stammer fra samme tid og er bygget af store røde munkesten.
Prædikestolen er fra slutningen af det 17.årh og er meget enkel. Der er påmalet en scene fra Jesu fødsel, samt de fire evangelister. I skibet findes et lille krucifiks, som formodes at stamme fra middelalderens slutning. Altertavlen er malet af Anna E. Munch i 1938. Den gamle altertavle er et ældre noget tarveligt (enkelt) maleri, som forestiller Mariæ bebudelse (malet af Dankvart Dreyer).
I tårnet findes to klokker. Den store er ifølge indskriften omstøbt år 1500. Det formodes, at den er støbt af Johannes Laurentius, som ligeledes har støbt den næststørste klokke i det søndre tårn i Roskilde Domkirke (Store bededag d. 11/5 1900 fejrede Espe menighed kirkeklokkejubilæum). Den lille klokke er støbt af P. Pedersen i 1803.
Espe kirke ejedes oprindeligt af greven på Hvedholm, men gik senere ved giftemål over til besidderen af grevskabet Egeskov. Siden er kirken overgået til sogneeje.

## Præstegården
Til Espe præstegård, som ligger i nærheden af Espe kirke, hører en stor og smuk have, hvis største del er anlagt 1847-48 samtidigt med, at det nuværende stuehus blev bygget. Alle præstegårdens udlænger nedbrændte d. 28/7 1916. Grunden til ildens opståen blev ikke opklaret. Haven blev omlagt i slutningen af 1960’erne til en mere parklignende have. Historien lyder, at haven var så stor og omfattende, at ingen turde ansøge embedet, da det var blevet ledigt i 1968. Man var derfor nødt til at lægge haven om fra pryd- og nyttehave til park.
På en høj i det nordvestlige hjørne af præstegårdshaven er rejst en mindesten over pastor Hans Agerbæk, der var præst i Espe 1834-41. På hans tid blev den religiøse lægmandsbevægelse på Fyn kraftig forfulgt fra alle sider, eftersom det ikke var tilladt ”simple Folk” at tale Guds ord. Men hos Agerbæk fandt de forfulgte et fristed. Stenen blev afsløret 29/11 1908. Det er en ca. 4 alen høj granitblok med følgende indskrift, som er taget fra et mindedigt over Agerbæk, skrevet af Vilhelm Birkedal i Ryslinge:
”En fader var han for Guds små. Og åbnede dem sin kirkes låge. De stimlede til fra nær fra fjern. Han stod for dem som skjold og værn. Han åbnede dem sit hus i trængsel, mens andre kasted dem i fængsel.”
Til præstegården hørte oprindeligt godt 60 tønder land, hvoraf en del er bortsolgt. Desuden hører en 21 tønder land stor skov til, der må betragtes ”som en herlighed ved embedet”. Den anses for at være den bedste præstegårdsskov på Fyn.

## Eksterne kilder og henvisninger
- Espe Kirke Arkiveret 19. september 2015 hos  Wayback Machine på KortTilKirken.dk